# A Teenager in Love
«A Teenager in Love» — песня американской группы Dion and the Belmonts. Была издана отдельным синглом в марте 1959 года.
В США песня достигла 5 места в Billboard Hot 100. В Великобритании в мае 1959 года сразу три версии этой песни были в первой двадцатке — группы Dion and the Belmonts, Марти Уайлда и Крейга Дугласа.
Авторы песни — Док Помус (слова) и Морт Шуман (музыка).
«A Teenager in Love» считается одной из величайших песен в истории рок-н-ролла. Оригинальная версия песни «A Teenager in Love» в исполнении группы Dion and the Belmonts входит в составленный Залом славы рок-н-ролла список 500 Songs That Shaped Rock and Roll.